# 寒川慶一
寒川 慶一（さむかわ けいいち、1972年10月23日 - ）は、日本の男性キックボクサー。和歌山県出身。SFKキックボクシングジム代表。

## 来歴
2000年　知剛塾格闘王選手権 63kg級 優勝。
2002年　全日本グローブ空手道選手権 軽中量級 優勝。
2003年12月23日　BRAVE COREで山岸悟と対戦し、2R KO勝ち。
2004年4月29日　RISE VIIで尾崎圭司と対戦し、延長2-1の判定勝ち。
2004年7月11日　「新・格闘技の祭典」で金星秀と対戦し、延長3-0の判定勝ち。
2004年12月5日　バトルステージREALDEALの2004年REALDEALライト級王座決定戦でKAWASAKIと対戦し、0-2の判定負け。
2006年7月17日　「J-FIGHT WEST1」で道浦義和（多田ジム）と対戦し、1R KO勝ち。
2006年10月13日　SFKキックボクシングジムを兵庫県神戸市長田区神楽町にジムをオープンさせた。
2007年11月9日　「Championship Tour of J Final」のJ-NETWORKスーパーライト級王者決定戦で小宮由紀博（フォルティス渋谷／ライト級1位）と対戦し、4R 1:28 TKO勝ち。J-NETWORKスーパーライト級新王者となった。
2009年12月5日　K-1初参戦となったK-1 WORLD GP 2009 FINALのオープニングファイトで梶原龍児と対戦し、0-3の判定負け。
2014年11月30日　DEMOLITION　PREMIUM　初のMMA 総合格闘技デビューで、いきなりDXFCバンタム級王者　祖根寿麻に挑戦し最終ラウンドチョークスーパーを極められタップアウト負けを喫する。
2017年3月5日　GLADIATOR 003　国際戦 Ban Kwan Gi選手とタイトルマッチで対戦し1R TKO勝ちにより第2代GLADIATOR バンタム級王者となる。

## 戦績
キックボクシング
12戦8勝(3KO)4敗
| 勝敗 | 対戦相手   | 試合結果                  | 大会名                                                                            | 開催年月日    |
| ×    | 梶原龍児   | 3R終了 判定0-3            | K-1 WORLD GP 2009 FINAL 【オープニングファイト】                                  | 2009年12月5日 |
| ○    | 小宮由紀博 | 4R 1:28 TKO（左瞼カット） | J-NETWORK「Championship Tour of J Final」 【J-NETWORKスーパーライト級王者決定戦】 | 2007年11月9日 |
| ○    | 道浦義和   | 1R 2:43 KO                | J-FIGHT WEST 1                                                                    | 2006年7月17日 |
| ○    | 尾崎圭司   | 延長1R終了 判定2-1        | R.I.S.E. VII                                                                      | 2004年4月29日 |

## 獲得タイトル
- 第3代 J-NETWORK スーパーライト級王者
- 第2代 GLADIATOR バンタム級王者
- 関連項目

- 男子キックボクサー一覧
- J-NETWORK王者一覧
- K-1選手一覧